# Enseignant-chercheur
 (septembre 2020).
Un enseignant-chercheur est un enseignant titulaire qui partage statutairement son activité entre l'enseignement supérieur et la recherche scientifique et qui exerce cette activité au sein d'un établissement d'enseignement supérieur. Il peut également se voir confier des charges administratives pour lesquelles il peut percevoir une prime pour charges administratives. Ces tâches administratives ne sont pas assimilables à un travail administratif effectué par d'autres personnels. 
À l'exception des enseignants-chercheurs associés, il s'agit de fonctionnaires. Bien qu'il existe plusieurs corps d'enseignants-chercheurs, l'expression désigne principalement les enseignants-chercheurs relevant du ministre chargé de l'enseignement supérieur et du décret statutaire no 84-431 du 6 juin 1984 qui sont de loin les plus nombreux. À la rentrée 2012, ils sont 56 000 à enseigner dans les établissements publics sous tutelle du Ministère chargé de l'Enseignement supérieur.
L'expression est également utilisée dans l'enseignement supérieur privé afin de désigner les enseignants titulaires d'un doctorat ou de l'habilitation à diriger des recherches effectuant une activité de recherche au sein de leur institution.

## France

### Missions
Selon l'article 3 du décret 84-431, qui découle de l'article 55 de la loi 84-52, les enseignants-chercheurs concourent à l'accomplissement des missions de service public de l'enseignement supérieur définies à l'article 4 de la loi 84-52 :
- la formation initiale et continue ;

Ils participent à l'élaboration, par leur recherche, et assurent la transmission des savoirs, par leur enseignement, au titre de la formation initiale et continue. Ils assurent la direction, le conseil, le tutorat et l'orientation des étudiants et contribuent à leur insertion professionnelle. Ils organisent leurs enseignements au sein d'équipes pédagogiques dans tous les cursus universitaires et en liaison avec les milieux professionnels. Ils établissent à cet effet une coopération avec les entreprises publiques ou privées. Ils concourent à la formation des maîtres et à la formation tout au long de la vie. Ils participent aux jurys d'examen et de concours.
- la recherche scientifique et technologique ainsi que la valorisation de ses résultats ;

Ils ont également pour mission le développement, l'expertise et la coordination de la recherche fondamentale, appliquée, pédagogique ou technologique ainsi que la valorisation de ses résultats. Ils participent au développement scientifique et technologique en liaison avec les grands organismes de recherche et avec les secteurs sociaux et économiques concernés. Ils contribuent à la coopération entre la recherche universitaire, la recherche industrielle et l'ensemble des secteurs de production.
- la diffusion de la culture et l'information scientifique et technique ;

Ils contribuent au dialogue entre sciences et sociétés, notamment par la diffusion de la culture et de l'information scientifique et technique. Ils peuvent concourir à la conservation et l'enrichissement des collections et archives confiées aux établissements et peuvent être chargés d'activités documentaires.
- la coopération internationale ;

Ils contribuent au sein de la communauté scientifique et culturelle internationale à la transmission des connaissances et à la formation à la recherche et par la recherche. Ils contribuent également au progrès de la recherche internationale. Ils peuvent se voir confier des missions de coopération internationale.
- la participation à la gouvernance des institutions universitaires.

Ils concourent à la vie collective des établissements et participent aux conseils et instances prévus par le code de l'éducation et le code de la recherche ou par les statuts des établissements.
La loi 2007-1199 a ajouté deux missions à celles de l'enseignement supérieur :
- L'orientation et l'insertion professionnelle.
- La participation à la construction de l'Espace européen de l'enseignement supérieur et de la recherche.

Dans ce cadre, le décret du 23 avril 2009 a étendu le rôle des enseignants-chercheurs à compter du 1er septembre 2009.

### Obligations de service
Comme l'ensemble des fonctionnaires, les enseignants-chercheurs sont soumis à la durée légale du travail de 1 607 heures par an. Toutefois, seuls les services en présence d'étudiants sont précisément quantifiés à l'article 7 de leur décret statutaire. Ils doivent assurer annuellement 128 heures de cours, ou 192 heures de travaux dirigés ou de travaux pratiques (ou toute autre combinaison équivalente). Une heure d'enseignement présentiel correspond à 4,2 heures de travail de la fonction publique (temps de préparation des cours, temps de correction des copies, de surveillance des examens, etc.),. Toutefois, depuis les décrets de 2009 modifiant profondément le statut des enseignants-chercheurs, ce nombre de 192 n'est plus la référence unique. Le décret dispose que le service annuel peut être supérieur ou inférieur à 192 heures. S'il est supérieur, les heures au-delà de 192 ne sont pas comptabilisées en heures complémentaires et ne sont donc pas rémunérées comme telles. On parle de modulation de service. Les syndicats se sont plusieurs fois mobilisés contre cette modification du statut qui entraîne la perte de l'unité du statut des enseignants-chercheurs, avec un service potentiellement différent,,.
Les professeurs des universités ont vocation prioritaire à assurer leur service d'enseignement sous forme de cours. Ils ont en outre, la responsabilité principale de la direction des centres de recherche.
Ce qui ne signifie nullement que les cours sont assurés par les seuls professeurs ni qu'ils sont prioritaires sur les cours[réf. nécessaire].
La répartition des services d'enseignement des professeurs des universités et des maîtres de conférences est arrêtée chaque année par le chef d'établissement sur proposition du conseil de l'unité de formation et de recherche à laquelle appartient l'enseignant-chercheur[réf. nécessaire].

### Les différents corps d'enseignant-chercheurs et assimilés
Le terme fait en général référence aux maîtres de conférences et aux professeurs des universités. Ces enseignants-chercheurs titulaires sont répartis en différents corps.
| Corps assimilés aux professeurs des universités                                                | Corps assimilés aux maîtres de conférences                                                        | Décret statutaire                   |
| ---------------------------------------------------------------------------------------------- | ------------------------------------------------------------------------------------------------- | ----------------------------------- |
| Professeurs des universités                                                                    | Maîtres de conférences                                                                            | D. no 84-431 du 6 juin 1984         |
| Professeur de l'École des arts et manufactures                                                 | —                                                                                                 | D. no 50-1370 du 2 novembre 1950    |
| Professeur au Conservatoire national des arts et métiers                                       | —                                                                                                 | D. no 2019-1122 du 31 octobre 2019  |
| Professeur des universités-praticien hospitalier (PU-PH)                                       | Maître de conférences des universités-praticien hospitalier (MCU-PH)                              | D. no 2021-1645 du 13 décembre 2021 |
| Astronomes et physiciens                                                                       | Astronomes adjoints et physiciens adjoints                                                        | D. no 86-434 du 12 mars 1986        |
| Directeurs d'études de l'EHESS                                                                 | Maîtres de conférences de l'EHESS                                                                 | D.no 89-709 du 28 septembre 1989    |
| Directeurs d'études de l'EPHE, de l'École des chartes et de l'École française d'extrême-orient | Maîtres de conférences de l'EPHE, de l'École des chartes et de l'École française d'extrême-orient | D. no 89-710 du 28 septembre 1989   |
| Professeurs du Muséum national d'histoire naturelle                                            | Maîtres de conférences du Muséum national d'histoire naturelle                                    | D. no 92-1178 du 16 janvier 1992    |
| Professeurs des universités de médecine générale                                               | Maîtres de conférences des universités de médecine générale                                       | D. no 2008-744 du 28 juillet 2008   |
| Professeurs des ENSA                                                                           | Maîtres de conférences des ENSA                                                                   | D. no 2018-105 du 15 février 2018   |
| Professeurs de l'Institut Mines-Télécom                                                        | Maîtres-Assistants de l'Institut Mines-Télécom                                                    | Décret n° 2007-468 du 28 mars 2007  |

Par ailleurs, les doctorants qui sont moniteurs ont également cette double activité, ainsi que les attachés temporaires d'enseignement et de recherche ; cependant, étant contractuels, ils ne peuvent être titularisés dans leur poste.
Enfin, le statut d'enseignant-chercheur associé permet à des personnes exerçant dans le secteur privé, et en particulier des chercheurs, d'avoir pendant quelques années une activité d'enseignant dans le supérieur.
D'autres chercheurs (chercheurs titulaires, chercheurs post-doctoraux ou doctorants n'étant ni ATER ni moniteurs) peuvent exercer également une activité d'enseignant dans le supérieur, et ce à titre de vacataire.
Certains corps d'enseignants titulaires, comme les enseignants des Écoles nationales supérieures d'architecture (ENSA), qui n'avaient aucune charge statutaire de recherche, se la sont vu reconnaître avec le statut réformé en 2018.

## Inde
En Inde, le poste de chercheur boursier est offert aux chercheurs de diverses filières comme les sciences, les arts, la littérature, la gestion et autres. Les bourses de recherche sont financées par des universitaires gouvernementaux, des instituts de recherche et des entreprises privées. Les chercheurs boursiers effectuent des recherches sous la supervision d'un corps enseignant expérimenté, d'un professeur, d'un chef de département et d'un doyen sur deux postes différents connus sous le nom de Junior Research Fellowship (JRF) et de Senior Research Fellow (SRF). 
Des organismes de recherche comme l'ICAR, le CSIR, l'UGC et l'ICMR recrutent des chercheurs boursiers par le biais d'un test national d'éligibilité. Une fois la période prédéfinie terminée, le JRF peut être considéré pour une bourse de recherche senior en fonction des performances du chercheur boursier et/ou d'un entretien mené par le comité de l'institut de recherche.

## Russie
En Fédération de Russie, le poste et le titre de chercheur associé sont inconnus ; cependant, il existe un poste globalement similaire de (en russe : Научный сотрудник, littéralement « travailleur scientifique »). Ce poste requiert normalement un diplôme de candidat en sciences correspondant approximativement au doctorat. Les postes plus élevés exigent normalement, en plus du diplôme susmentionné, un historique de publications ou d'inventions certifiées, ainsi que des contributions pratiques à des projets majeurs de recherche et développement.

## Afrique du Sud
Les chercheurs en Afrique du Sud sont considérés comme un atout pour les organismes de recherche et les universités. Il existe des universités très bien classées telles que l'Université du Witwatersrand, l'École de commerce de l'Université de Stellenbosch "Stellenbosch Business School", et l'Université de Rhodes qui offrent des bourses aux ressortissants sud-africains dans certains domaines de recherche,.

## Royaume-Uni
Au Royaume-Uni, un chercheur est une catégorie large, utilisée pour indiquer un chercheur sur un parcours de développement professionnel axé sur la recherche. Dans de nombreuses universités, un chercheur est un grade de carrière d'un parcours de carrière de recherche, faisant suite à un poste postdoctoral tel qu'un associé de recherche, et peut être ouvert, soumis aux réglementations normales de probation. Pour certaines universités, les grades de carrière de recherche correspondent à peu près aux grades du parcours académique de la manière suivante : chercheur (un grade inférieur ou identique à celui de maître de conférences), chercheur principal - lecteur, tandis que chercheur principal se situe quelque part entre un maître de conférences et un maître de conférences principal ou un professeur associé.
Certaines universités comme Cambridge limitent les grades professoraux uniquement aux universitaires qui ont excellé à la fois dans l'enseignement et la recherche. En dehors des nominations de professeurs, le titre de « chercheur principal » ou de « chercheur principal » peut également être utilisé comme « bourses » honorifiques ou temporaires attribuées à des universitaires distingués par des instituts de recherche ou des collèges, généralement d'institutions différentes